# Мир (антарктическая станция)
Мир — советская временная выносная аэрометеорологическая база, находившаяся на острове Дригальского в Антарктиде.

## Общая информация
Эта станция была основана 20 мая 1960 года. В штат станции входило всего три человека под началом А. 3. Смирнова. На данной станции производились метеорологические и аэрологические наблюдения. «Мир» находился на ледниковом куполе, на высоте 327 метров. В 90 километрах к югу находилась станция «Мирный». 6 августа станция была закрыта.